# Vinh Hà
Vinh Hà là một xã ven đầm phá thuộc huyện Phú Vang, thành phố Huế, Việt Nam.
Xã có diện tích 29,55 km², dân số năm 1999 là 7.781 người, mật độ dân số đạt 263 người/km².

## Giáo dục
Trên địa bàn xã có Trường THPT Hà Trung (1 trong 3 trường THPT của huyện Phú Vang), trường THCS Vinh Hà, trường Tiểu học Vinh Hà và trường Mầm non Vinh Hà.

## Hành chính
Từ năm 2018, xã Vinh Hà có 5 thôn: Phường Nhất (được sáp nhập từ thôn Phường 1 và thôn Hà Giang), Phường 2, Phường 3, Phường 4 và Phường 5.